# Нагиленко, Екатерина Семёновна
Екатерина Семёновна Нагиленко (укр. Катерина Семенівна Нагиленко;1938 год — 13 мая 2017) — колхозница, доярка совхоза «Добропольский» Добропольского района Донецкой области Украинская ССР, Герой Социалистического Труда (1973).

## Биография
В раннем возрасте осталась без отца, который погиб на фронте. Воспитывалась матерью. Окончив школу в селе Новый Донбасс, шесть лет работала в детском садике. В 1962 году  устроилась дояркой на молочную ферму совхоза «Добропольский» Министерства совхозов СССР в Добропольском районе Донецкой области. Проработала на этом предприятии тридцать лет. Работала в бригаде доярок, которая ежегодно получала от каждой фуражной коровы высокие надои. В некоторые годы надаивала в среднем около 3600, 5700 и 6000 килограмм молока.
Указом Президиума Верховного Совета СССР от 6 сентября 1973 года за большие успехи, достигнутые во Всесоюзном социалистическом соревновании, и проявленную трудовую доблесть в выполнении принятых обязательств по увеличению производства и заготовок продуктов животноводства в зимний период 1972—1973 годов Екатерине Семёновне Нагиленко было присвоено звание Героя Социалистического Труда с вручением ордена Ленина и золотой медали «Серп и Молот».
Была делегатом XXVI съезда КПСС. Участвовала во Всесоюзных и украинских выставках народного хозяйства.
В 1980-х годах была организатором клуба, который объединял передовых доярок Добропольского района.

## Награды
- медаль «Серп и Молот» (06.09.1973)
- два ордена Ленина (06.09.1973; 05.12.1985)
- орден Октябрьской Революции (24.12.1976)
- орден Трудового Красного Знамени (08.04.1971)
- медали